# خوزه مارانته
خوزه مارانته (انگلیسی: José Marante; ۲۷ فوریهٔ ۱۹۱۵ – ۲۷ اوت ۱۹۹۳) بازیکن فوتبال اهل آرژانتین بود.
از باشگاه‌هایی که در آن بازی کرده‌است می‌توان به باشگاه فوتبال بوکا جونیورز و باشگاه ورزشی دفنسور اشاره کرد.
وی همچنین در تیم ملی فوتبال آرژانتین بازی کرده‌است.